# Open de Moselle 2007 - Qualificazioni singolare
Le qualificazioni del singolare  dell'Open de Moselle 2007 sono state un torneo di tennis preliminare per accedere alla fase finale della manifestazione. I vincitori dell'ultimo turno sono entrati di diritto nel tabellone principale. In caso di ritiro di uno o più giocatori aventi diritto a questi sono subentrati i lucky loser, ossia i giocatori che hanno perso nell'ultimo turno ma che avevano una classifica più alta rispetto agli altri partecipanti che avevano comunque perso nel turno finale.
Le qualificazioni del torneo Open de Moselle 2007 prevedevano 32 partecipanti di cui 4 sono entrati nel tabellone principale.

## Teste di serie
1. Jürgen Melzer (Qualificato)
2. Evgenij Korolëv (Qualificato)
3. Oliver Marach (ultimo turno)
4. Oleksandr Dolgopolov (secondo turno)

1. David Guez (Qualificato)
2. Mikhail Ledovskikh (Qualificato)
3. Denis Istomin (secondo turno)
4. Jérôme Haehnel (ultimo turno)

## Qualificati
1. Jürgen Melzer
2. Evgenij Korolëv

1. David Guez
2. Mikhail Ledovskikh

## Tabellone

### Legenda
| - Q = Qualificato - WC = Wild card - LL = Lucky loser | - ALT = Alternate - SE = Special Exempt - PR = Protected Ranking | - w/o = Walkover - r = Ritirato - d = Squalificato |

### Sezione 1
|  | Primo turno     | Primo turno     | Primo turno     | Primo turno | Primo turno |  |  | Secondo turno | Secondo turno | Secondo turno | Secondo turno | Secondo turno |   |   | Ultimo turno | Ultimo turno  | Ultimo turno | Ultimo turno | Ultimo turno |  |
|  |                 |                 |                 |             |             |  |  |               |               |               |               |               |   |   |              |               |              |              |              |  |
|  |                 |                 |                 |             |             |  |  |               |               |               |               |               |   |   |              |               |              |              |              |  |
|  |                 |                 |                 |             |             |  |  | 1             | Jürgen Melzer | Jürgen Melzer | 6             | 6             |   |   |              |               |              |              |              |  |
|  | George Bastl    | George Bastl    | George Bastl    | 6           | 6           |  |  |               | George Bastl  | George Bastl  | 2             | 4             |   |   |              |               |              |              |              |  |
|  | Antoine Feret   | Antoine Feret   | Antoine Feret   | 0           | 1           |  |  |               |               |               |               |               |   |   | 1            | Jürgen Melzer | 6            | 2            | 6            |  |
|  | Roman Valent    | Roman Valent    | Roman Valent    | 6           | 6           |  |  |               |               |               | Roman Valent  | 2             | 6 | 2 |              |               |              |              |              |  |
|  | Kenneth Carlsen | Kenneth Carlsen | Kenneth Carlsen | 4           | 2           |  |  |               | Roman Valent  | 64            | 7             | 7             |   |   |              |               |              |              |              |  |
|  | 7               | Denis Istomin   | Denis Istomin   | 6           | 6           |  |  | 7             | Denis Istomin | 7             | 5             | 5             |   |   |              |               |              |              |              |  |
|  |                 | Tobias Clemens  | Tobias Clemens  | 4           | 4           |  |  |               |               |               |               |               |   |   |              |               |              |              |              |  |

### Sezione 2
|  | Primo turno     | Primo turno     | Primo turno     | Primo turno | Primo turno |  |  | Secondo turno | Secondo turno   | Secondo turno   | Secondo turno  | Secondo turno |   |   | Ultimo turno | Ultimo turno    | Ultimo turno | Ultimo turno | Ultimo turno |  |
|  |                 |                 |                 |             |             |  |  |               |                 |                 |                |               |   |   |              |                 |              |              |              |  |
|  |                 |                 |                 |             |             |  |  |               |                 |                 |                |               |   |   |              |                 |              |              |              |  |
|  |                 |                 |                 |             |             |  |  | 2             | Evgenij Korolëv | Evgenij Korolëv | 7              | 6             |   |   |              |                 |              |              |              |  |
|  | Pierrick Ysern  | Pierrick Ysern  | Pierrick Ysern  | 6           | 6           |  |  |               | Pierrick Ysern  | Pierrick Ysern  | 64             | 0             |   |   |              |                 |              |              |              |  |
|  | Gael Particelli | Gael Particelli | Gael Particelli | 2           | 2           |  |  |               |                 |                 |                |               |   |   | 2            | Evgenij Korolëv | 6            | 65           | 6            |  |
|  | Maximilian Abel | Maximilian Abel | 7               | 2           | 7           |  |  |               |                 | 8               | Jérôme Haehnel | 3             | 7 | 3 |              |                 |              |              |              |  |
|  | Maxime Bonami   | Maxime Bonami   | 63              | 6           | 62          |  |  |               | Maximilian Abel | 3               | 7              | 4             |   |   |              |                 |              |              |              |  |
|  | 8               | Jérôme Haehnel  | Jérôme Haehnel  | 6           | 6           |  |  | 8             | Jérôme Haehnel  | 6               | 65             | 6             |   |   |              |                 |              |              |              |  |
|  |                 | Herve Karcher   | Herve Karcher   | 2           | 2           |  |  |               |                 |                 |                |               |   |   |              |                 |              |              |              |  |

### Sezione 3
|  | Primo turno     | Primo turno     | Primo turno     | Primo turno | Primo turno |  |  | Secondo turno | Secondo turno | Secondo turno | Secondo turno | Secondo turno |   |   | Ultimo turno | Ultimo turno  | Ultimo turno  | Ultimo turno | Ultimo turno |  |
|  |                 |                 |                 |             |             |  |  |               |               |               |               |               |   |   |              |               |               |              |              |  |
|  |                 |                 |                 |             |             |  |  |               |               |               |               |               |   |   |              |               |               |              |              |  |
|  |                 |                 |                 |             |             |  |  | 3             | Oliver Marach | 6             | 4             | 6             |   |   |              |               |               |              |              |  |
|  | Lovro Zovko     | Lovro Zovko     | Lovro Zovko     | 7           | 6           |  |  |               | Lovro Zovko   | 4             | 6             | 2             |   |   |              |               |               |              |              |  |
|  | Jonathan Laubut | Jonathan Laubut | Jonathan Laubut | 6(0)        | 2           |  |  |               |               |               |               |               |   |   | 3            | Oliver Marach | Oliver Marach | 3            | 4            |  |
|  | Julien Maes     | Julien Maes     | Julien Maes     | 6           | 6           |  |  |               |               | 5             | David Guez    | David Guez    | 6 | 6 |              |               |               |              |              |  |
|  | Whit Livingston | Whit Livingston | Whit Livingston | 3           | 2           |  |  |               | Julien Maes   | Julien Maes   | 2             | 0             |   |   |              |               |               |              |              |  |
|  | 5               | David Guez      | 6               | 4           | 6           |  |  | 5             | David Guez    | David Guez    | 6             | 6             |   |   |              |               |               |              |              |  |
|  |                 | Romain Jouan    | 3               | 6           | 2           |  |  |               |               |               |               |               |   |   |              |               |               |              |              |  |

### Sezione 4
|  | Primo turno              | Primo turno              | Primo turno              | Primo turno | Primo turno |  |  | Secondo turno | Secondo turno        | Secondo turno        | Secondo turno      | Secondo turno      |   |   | Ultimo turno | Ultimo turno        | Ultimo turno        | Ultimo turno | Ultimo turno |  |
|  |                          |                          |                          |             |             |  |  |               |                      |                      |                    |                    |   |   |              |                     |                     |              |              |  |
|  |                          |                          |                          |             |             |  |  |               |                      |                      |                    |                    |   |   |              |                     |                     |              |              |  |
|  |                          |                          |                          |             |             |  |  | 4             | Oleksandr Dolgopolov | Oleksandr Dolgopolov | 4                  | 3                  |   |   |              |                     |                     |              |              |  |
|  | Serhij Stachovs'kyj      | Serhij Stachovs'kyj      | Serhij Stachovs'kyj      | 6           | 6           |  |  |               | Serhij Stachovs'kyj  | Serhij Stachovs'kyj  | 6                  | 6                  |   |   |              |                     |                     |              |              |  |
|  | Gregorio Espinosa Muller | Gregorio Espinosa Muller | Gregorio Espinosa Muller | 1           | 2           |  |  |               |                      |                      |                    |                    |   |   |              | Serhij Stachovs'kyj | Serhij Stachovs'kyj | 4            | 4            |  |
|  | Julien Mathieu           | Julien Mathieu           | Julien Mathieu           | 6           | 6           |  |  |               |                      | 6                    | Mikhail Ledovskikh | Mikhail Ledovskikh | 6 | 6 |              |                     |                     |              |              |  |
|  | Olivier Mutis            | Olivier Mutis            | Olivier Mutis            | 3           | 0           |  |  |               | Julien Mathieu       | Julien Mathieu       | 3                  | 65                 |   |   |              |                     |                     |              |              |  |
|  | 6                        | Mikhail Ledovskikh       | Mikhail Ledovskikh       | 6           | 7           |  |  | 6             | Mikhail Ledovskikh   | Mikhail Ledovskikh   | 6                  | 7                  |   |   |              |                     |                     |              |              |  |
|  |                          | Olivier Charroin         | Olivier Charroin         | 3           | 64          |  |  |               |                      |                      |                    |                    |   |   |              |                     |                     |              |              |  |